# Миссис Россия
Миссис Россия — ежегодный конкурс красоты для россиянок в возрасте от 22 до 43 лет. Обязательны два условия: штамп в паспорте, свидетельствующий о заключённом браке, и наличие хотя бы одного ребёнка. Среди участниц конкурса встречаются и многодетные мамы — например, у обладательницы титула «Миссис Россия-2015» Екатерины Кирмель шестеро детей, а у победительницы конкурса «Миссис Россия-2019» Ксении Кривко из Кемерова четверо сыновей..

## История конкурса
Первый конкурс для замужних дам под именем «Миссис Россия» был проведён в 1998 году. Затем его заменил конкурс красоты «Российская женщина» (осн. в 2000 г.), главным слоганом которого были слова «Моя мама красивая». Сегодня данный конкурс проходит под патронажем фонда «Планета женщин» (президент — Алла Маркина). Наряду с ним продолжает существовать и конкурс «Миссис Россия International», часть знаменитого смотра красавиц «Миссис Мира».

## Партнёры конкурса
Победа в главном конкурсе даёт право обладательнице титула «Миссис Россия» представлять страну в международном телевизионном конкурсе «Миссис Земной шар». Так, например, в 2011 году мировую корону там завоевала «Миссис Россия-2010» Алиса Крылова.

## Критика
Конкурс неоднократно становился участником скадалов из-за многочисленных свидетельств продажности титулов. Так, победительница 2011 года Юлия Забожанская по свидетельствам других участниц получила титул за 300 000 евро. В 2012 году возник новый скандал - победительницей конкурса стала супруга известного футболиста Юрия Жиркова Инна, которая не смогла на интервью Борису Соболеву ответить на несколько простых вопросов и тем самым подтвердить образование и высокий культурный уровень, который необходим для победительницы конкурса согласно регламенту его проведения. Впоследствии освещения ситуации в СМИ и критики в интернете Инна Жиркова отказалась от титула.

## Обладательницы титула
| Год  | Место проведения | Миссис Россия                                       | Город               | Альтернативный конкурс | Победительница                | Город           |
| ---- | ---------------- | --------------------------------------------------- | ------------------- | ---------------------- | ----------------------------- | --------------- |
| 1998 | не проводился    |                                                     |                     | Москва                 | Галина Русскова (28 лет)      | Москва          |
| 1999 | не проводился    |                                                     |                     | Москва                 | Елена Бондарь (26 лет)        | Москва          |
| 2000 | Сочи             | Оксана Мажулис (26 лет)                             | Волгоград           | Москва                 | Наталия Климантович (30 лет)  | Москва          |
| 2001 | Сочи             | Марина Зотова (29 лет)                              | Москва              | не проводился          |                               |                 |
| 2002 | Сочи             | Анжелика Агурбаш (33 года)                          | Подмосковье         | Москва                 | Элина Глазунова (30 лет)      | Москва          |
| 2003 | Москва           | Наталья Либерман (36 лет)                           | Чебоксары           | Москва                 | Виктория Наговицина (25 лет)  | Москва          |
| 2004 | Москва           | Елена Пахомова (32 года)                            | Екатеринбург        | Москва                 | Софья Троценко (25 лет)       | Москва          |
| 2005 | не проводился    |                                                     |                     | не проводился          |                               |                 |
| 2006 | Москва           | Ольга Шестакова (32 года)                           | Санкт-Петербург     | Санкт-Петербург        | Софья Аржаковская (19 лет)    | Санкт-Петербург |
| 2007 | Москва           | Евгения Акулёнок (25 лет)                           | Челябинск           | Ростов-на-Дону         | Ольга Седых (39 лет)          | Екатеринбург    |
| 2008 | Москва           | Евгения Кондратьева (36 лет)                        | Челябинск           | Сочи                   | Мариника Смирнова (26 лет)    | Москва          |
| 2009 | Москва           | Наталья Алексенцева (35 лет)                        | Ставрополь          | Ростов-на-Дону         | Виктория Радочинская (31 год) | Ростов-на-Дону  |
| 2010 | Москва           | Алиса Крылова (28 лет)                              | Москва              | Сочи                   | Лидия Новосельцева (25 лет)   | Ростов-на-Дону  |
| 2011 | Москва           | Юлия Забожанская (34 года)                          | Челябинск           | Ростов-на-Дону         | Алиса Тулынина (28 лет)       | Казань          |
| 2012 | Москва           | Инна Жиркова (25 лет)                               | Калининград         | Сочи                   | Оксана Погосова (29 лет)      | Ростов-на-Дону  |
| 2013 | Москва           | Анна Городжая (26 лет)                              | Волгоград           | Ростов-на-Дону         | Эльвира Янковская (33 года)   | Казань          |
| 2014 | Москва           | Кристина Беленькая (39 лет)                         | Москва              | Сочи                   | Снежана Баранова (29 лет)     | Санкт-Петербург |
| 2015 | Москва           | Екатерина Кирмель (37 лет)                          | Санкт-Петербург     | Ростов-на-Дону         | Людмила Матуа (29 лет)        | Ростов-на-Дону  |
| 2016 | Москва           | Юлия Ступишина (34 года)                            | Нижний Новгород     | Сочи                   |                               |                 |
| 2017 | Москва           | Полина Диброва (28 лет)                             | Москва              |                        |                               |                 |
| 2018 | Москва           | Анна Телегина (30 лет)                              | Тверь               |                        |                               |                 |
| 2019 | Москва           | Кривко Ксения (37 лет) Нишанова Екатерина (33 года) | Кемерово Геленджик  |                        |                               |                 |
| 2020 | Москва           | Дарья Иванова (37 лет)                              | Нижний Новгород     |                        |                               |                 |
| 2021 | Москва           | Релия Белозерова (34 года) Анна Филиппова (38 лет)  | Самара Новокузнецк  |                        |                               |                 |
| 2022 | Москва           | Нина Банная (40 лет)                                | Москва              |                        |                               |                 |
| 2023 | Москва           | Наталья Оскар (33 года) Жанна Специальная (32 года) | Хабаровск Геленджик |                        |                               |                 |